# کوستروما

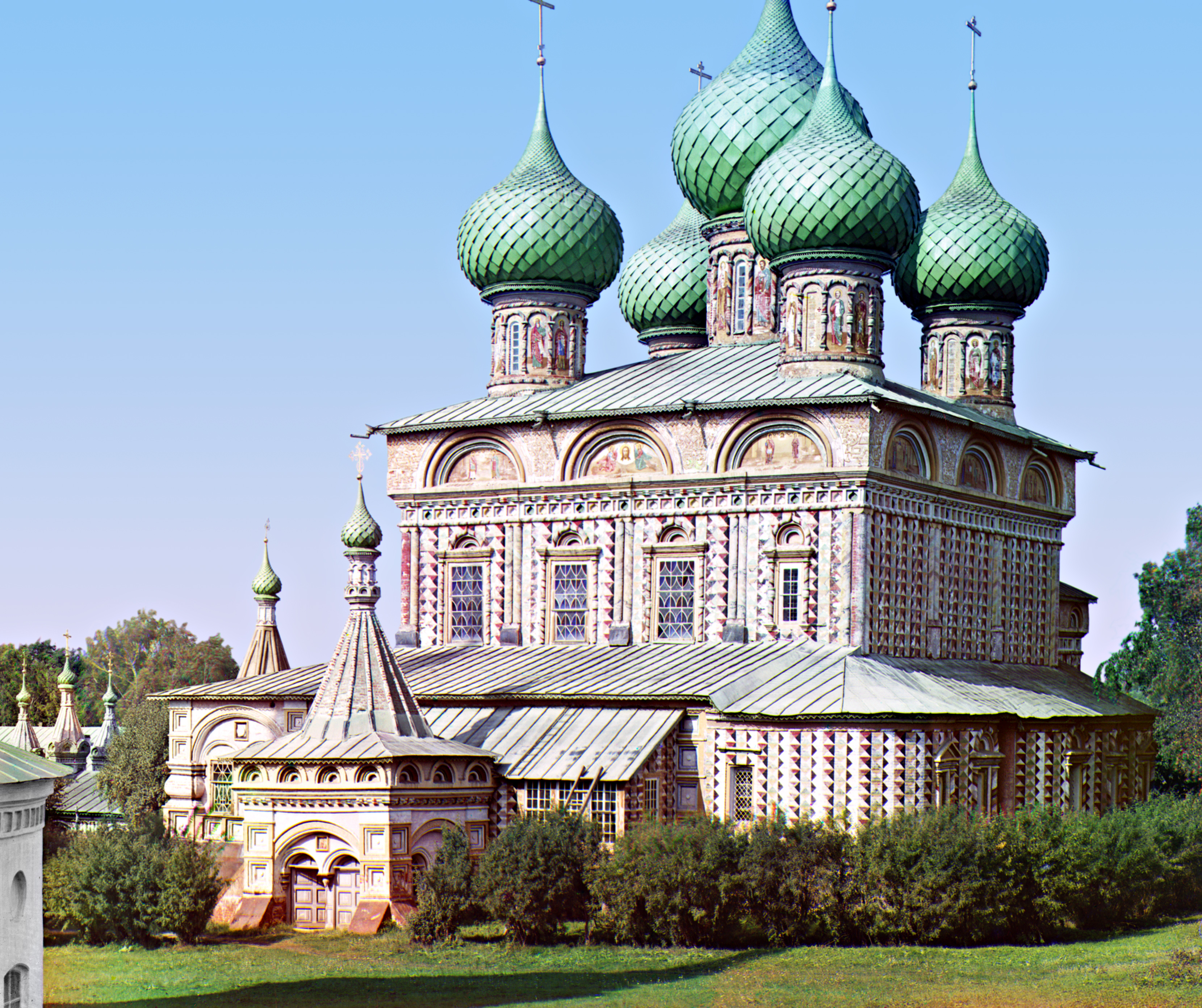
کلیسای رستاخیز (۱۶۵۲) یکی از نمونه‌های معماری روسی سدهٔ ۱۷.

کوستروما (به روسی: Кострома́) یکی از شهرهای روسیه، مرکز استان کوستروما و بخشی از مجموعه شهرهای معروف به حلقه زرین روسیه به‌شمار می‌آید. شهر کوستروما در پیوندگاه رود ولگا و کوستروما قرار گرفته‌است.
از این شهر در متن‌های تاریخی نخستین بار در سال ۱۲۱۳ یاد شده‌است ولی احتمالاً بنیاد آن نیم سده پیش از این تاریخ بوده‌است. مغول‌ها در سال ۱۲۳۸ شهر کوستروما را ویران کردند.
کوستروما یکی از شمالی‌ترین شهرهای ولایت مسکوی بود و پناهگاه دوک‌های اعظم مسکوی به‌شمار می‌آمد.